# Elektrostatisk motor
En elektrostatisk motor er en elektromotor, som kan omsætte fra elektrisk energi ("statisk elektricitet"; høj spænding (kilovolt) og lav strøm) til mekanisk arbejde - uden brug af statisk eller dynamisk magnetisme.
En klasse af elektrostatiske motorer er kondensatormotorer (evt. med elektrisk kommutering ved jævnspænding) som virker ved tiltrækning og frastødning af to eller flere vekslende elektriske ladninger på kondensator lignende overflader. En type kondensatormotor er en elektrostatisk højttaler.
En anden klasse af elektrostatiske motorer er koronavindsmotorer eller koronamotorer som omsætter statisk elektricitet til en eller flere korona ionvinde, som drejer en rotor. Der findes også lineare koronamotorer - en type anvendes i en elektrohydrodynamisk-lifter.
Flere eksempler på koronamotorer er beskrevet af Oleg D. Jefimenko. Ifølge Oleg D. Jefimenko kan man lave motorer som kører på atmosfærens elektricitet.

## Patenter
USPTO har lavet følgende klassificeringer af bl.a. elektrostatiske motorer. Mange af patenterne er udløbet:
- Class 310 ELECTRICAL GENERATOR OR MOTOR STRUCTURE
  - 300 NON-DYNAMOELECTRIC
    - 308 Charge accumulating
    - 309 Electrostatic
- U.S. Patent 633.829  -- J. Gallegos -- "Static electric Machine"
- U.S. Patent 735.621  -- E. Thomson  -- "Electrostatic motor"
- U.S. Patent 993.561  -- Harold B. Smith -- "Apparatus for transforming electrical energy into mechanical energy"
- U.S. Patent 1.693.806  -- W. G. Cady -- "Electromechanical System"
- U.S. Patent 1.974.483  —- T. T. Brown -- "Electrostatic motor" (1934-09-25)
- U.S. Patent 3.433.981  -- B. Bollee -- "Electrostatic Motor" (ed. Electrostatics from Atmospheric Electricity)
- U.S. Patent 3.436.630   -- B. Bollee -- "Electrostatic Motor"
- U.S. Patent 5.552.654   -- MITSUBISHI CHEM CORP -- "Electrostatic actuator"
- U.S. Patent 5.965.968   -- Robert, et al. -- "Electrostatic Motor"